# Gabriel Carrasco
Gabriel Carrasco Álvarez (1985, Fernán Núñez, Córdoba, Andalucía, España) es un cineasta español cuya obra abarca tanto la ficción como el documental, y las artes visuales.
Es licenciado en historia del arte por la Universidad de Córdoba.
El primer contacto con las artes escénicas lo tiene como actor en el año 2002 tras ingresar en la Compañía de Teatro Hypnos, con la que recorre, durante quince años, el territorio español actuando en teatros como el Teatro Romano de Mérida, Teatro Jovellanos (Gijón), Auditorio Municipal Gustavo Freire (Lugo), Teatro Romano de Sagunto, Teatro Romano de Itálica, Teatro Romano de Baelo Claudia, Palacio de Festivales de Cantabria, o el Teatro Romano de Segóbriga, entre otros.
En 2010 cofunda la productora audiovisual Sabbiafilms donde actualmente ejerce de director y guionista.

## Filmografía

### Ficción
- Básicamente un día cualquiera (mediometraje, 2015)
- Sur (cortometraje, 2018)
- Candela (cortometraje, 2019) protagonizado por Mar Abascal y Santi Rodríguez.
- Saúl (cortometraje, 2021) protagonizado por Carmen Ruiz y Mar Abascal.
- La Lavandería (cortometraje, 2023), con Marina Estacio, Mehdi Regragui, Miguel Rellán y Mar Abascal.

### Documental
- La campiña cordobesa (2015)
- Artsur'15 (2015)
- Artsur'16 (2016)
- Artsur'17 (2017)
- Montemayor es otra historia (2018)

### Vídeoclip
- Memoria de Elefante, de Antonio Hernando (2017)
- Una nada más, de Jaime Galán feat Javier Vargas -La Dstyleria- (2017)
- Kapsoura, de Antonio Hernando (2019)

### Vídeoarte
- Fosfato de calcio (2011)

## Premios
- Ganador categoría Videoarte, por 'Fosfato de Calcio', en el Festival Andaluz Audiovisual Suroscopia 2011.
- Ganador del Premio RTVA a la Creación Audiovisual Andaluza, por 'Sur', en el VI Festival de Cortometrajes Rodando por Jaén.
- Ganador del Premio RTVA a la Creación Audiovisual Andaluza, por 'Candela', en el VII Festival de Cortometrajes de la Diputación de Jaén contra la violencia de género.